# Antonio Guzzone
Antonio Guzzone (Pulsano, 14 febbraio 1965) è un ex cestista italiano.

## Carriera
Esordisce in A1 con la Berloni Torino nel ruolo di centro. Conquista due promozioni in A2 con la Pallacanestro Trapani e la Pallacanestro Ferrara.